# Golfo Aranci
Golfo Aranci (sardinsky: Fìgari) je italská obec (comune) v provincii Sassari v regionu Sardinie. Nachází se ve výšce 19 metrů nad mořem a má přibližně 2 400 obyvatel. Rozloha obce je 37,43 km².